# Joanna Klećkowska-Nawrot
Joanna Klećkowska-Nawrot – polska lekarz weterynarii, doktor habilitowany nauk weterynaryjnych, profesor na Uniwersytecie Przyrodniczym we Wrocławiu, specjalistka od anatomii i histologii zwierząt.

## Kariera naukowa
W 2001 roku na Akademii Rolniczej we Wrocławiu uzyskała tytuł lekarza weterynarii. W 2005 roku na Wydziale Medycyny Weterynaryjnej tej samej uczelni uzyskała stopień doktora nauk weterynaryjnych na podstawie rozprawy pt. Morfologia i rozwój narządów dodatkowych oka świni w okresie prenatalnym, której promotorem był Norbert Pospieszny. W tym samym roku została zatrudniona na tejże uczelni, a w 2018 roku uzyskała na jej Wydziale Medycyny Weterynaryjnej stopień doktora habilitowanego nauk weterynaryjnych na podstawie pracy pt. Morfologia i rozwój narządów dodatkowych oka (organa oculi accessoria) u strusia afrykańskiego czarnego (Struthio camelus camleus L. 1758) (Aves: Struthioniformes) w okresie pre- i postnatalnym.